# 造道
造道（つくりみち）は青森県青森市の地名。1丁目、2丁目、3丁目がある。郵便番号030-0911。また、かつては村名・大字名であった。本項目では、「造道（1～3丁目)」と「大字造道」について説明する。

## 「造道(1～3丁目)」

### 地理
造道(1～3丁目)は青森市市街地のなかでも東部に位置し、北は海岸に接する。東は赤川をはさんで東造道、南は国道4号青森東バイパスをはさんで岡造道、西は根子堰をはさんで合浦に接する。

### 歴史
1994年(平成6年）2月28日 - 青森市造道・八重田地区住居表示整備事業によりこの地名となった。もとは大字名（後述）。

#### 町名の変遷
| 実施後         | 実施年月日    | 実施前                         |
| -------------- | ------------- | ------------------------------ |
| 造道一丁目     | 1994年2月28日 | 造道字浪打、造道字沢田の各一部 |
| 造道二・三丁目 | 1994年2月28日 | 造道字沢田の一部               |

### 交通
域内を通過する道路は次の通り。
- 旧陸羽街道 - 奥州街道とも呼ばれる。地域内の北部、1丁目と2丁目の間に位置する。合浦公園東口から東に伸び、赤川の手前、沢田橋付近で青森県道259号久栗坂造道線と合流する。沿道は閑静な住宅地である。沢田橋西側の交差点には、街道の並木の名残である松が数本残る。
- 青森県道259号久栗坂造道線 - かつての国道4号。2丁目と3丁目の境界線をなし、地域の南西端から東端に抜ける。沿道には商店がやや多いが、一般住宅もまじる。青森市営バス本線の沢田橋経由、青森市市民バス青柳線が通過する。かつてはもっと多くの路線が通過していたが、徐々に青森東バイパス経由の路線が増えた。
- 2号遊歩道 - 3丁目の南端、国道4号の造道小学校の南側から東に分岐するように伸びている。かつての東北本線の敷地が遊歩道として整備された。沿道は、住宅地であるが、大きな空き地もみられる。
- 国道4号青森東バイパス - 地域の南端、3丁目と岡造道との境界を通る。沿道には、学校や住宅のほか、わずかに商店が立地する。青森市営バスの青森県立中央病院前・東部営業所等に発着する多くの路線が通過するほか、十和田観光電鉄バス・弘南バス・青森市市民バスの路線も通過する。

### 施設
- 青森市立造道小学校
- 造道福祉館
- 青森造道郵便局

### 商店等
- 青森県民生協八重田店
- マエダストア八重田店
- フラワー温泉やえだ

### 小・中学校の学区
市立小・中学校に通う場合、学区は以下の通りとなる。
| 町名           | 番地 | 小学校             | 中学校             |
| -------------- | ---- | ------------------ | ------------------ |
| 造道一～三丁目 | 全部 | 青森市立造道小学校 | 青森市立造道中学校 |

## 「大字造道」
造道は、藩政時代の村名、後に造道村・青森町・青森市の大字名であった。青森平野のおおよそ堤川の東から赤川の東岸にかけての海岸沿いに広がる地域に相当するが、堤川の河道移動の影響で、一部は堤川西岸にも及んでいた。海岸寄りの地域を「浜造道」あるいは単に「造道」といい、山寄りの部分を「岡造道」と呼んだ。堤川東岸の渡し場付近には茶店が建ち並び、「茶屋町」と呼ばれる枝村になっていた。
小字は、西から順番に、浪打・沢田・磯野があった。
おおよその境界は、浪打と沢田が根子堰、沢田と磯野が赤川であった。
明治以降、西側から宅地化・市街地化が進行し、段階的に青森町・青森市に編入された。

### 歴史
藩政時代は、「作道」とも書いた。その地名は、新開地であるため、道路を新たに造ったことに由来するとも言われる。
- 1871年（明治4年） - 字浪打の南部に帰農士族が移転する。その場所は、後の浪打新町、栄町。
- 1872年（明治5年） - 火災に遭った諏訪神社が、堤川の中洲から字浪打（現在の栄町）に移転。
- 1876年（明治9年） - 明治天皇巡幸に際し、堤橋からまっすぐ東に向かう新道が建設される。これにより、浪打新町が街道沿いとなり、後に新茶屋町とも呼ばれる。北側に位置する古くからの茶屋町は古茶屋町と呼ばれる。
- 1876年（明治11年） - 郡区町村編制法により、東津軽郡造道村となる。
- 1883年（明治16年） - 字浪打の一部の浪打新町が分離して栄町となる。
- 1889年（明治22年） - 字沢田と字磯野は造道村の大字となる。但し、村役場は浜館に置かれた。字浪打は、栄町とともに青森町に編入された。
- 1926年（昭和2年） - 大字造道字沢田・同字磯野が、大字八重田とともに、青森市に編入される。これに伴い、造道村は浜館村と改名する。
- 1935年（昭和10年） - 字浪打の一部が松原町となる。
- 1966年（昭和41年） - 青森市東部地区の住居表示実施で、造道字浪打の一部が港町・茶屋町 ・合浦となる。
- 1969年（昭和44年) - 練兵町地区の住居表示実施で、造道字浪打の一部が花園2丁目の一部・浪打となる。
- 1994年（平成6年） - 造道・八重田地区の住居表示実施により、大字造道字浪打・沢田の各一部が造道1～3丁目となる。同時に、造道字磯野の国道4号より北側の大部分は東造道・八重田の各一部となる。同年、造道字沢田の一部が、小柳1～2丁目の各一部となる。
- 2003年（平成15年） - 大字造道字磯野の一部がはまなすの一部となる。これにより、旧大字造道のすべての地域で住居表示が実施された。